# NGC 1987
NGC 1987 je otvoreni skup u zviježđu Stolu. 

## Vanjske poveznice
- SEDS: NGC 1987